# 张德星
張德星（1990年5月25日—），艺名小虎，曾用名为郝淇，金鹰卡通当家男主持人。

## 经历
2009年3月，参加湖南娱乐频道大型选秀节目《无敌一号》，但止步于全国50强。
2009年，加入安徽综艺频道《当红不让》担任助理主持。
2010年，获得安徽卫视《ok王争霸赛》七强。
2011年，他加入湖南经视越策越开心，与汪涵，马可搭档主持《打乱港学院》板块。
2012年，在金鹰卡通实习，同年8月，正式加入金鹰卡通飞行家族主持群。主持过《飞行幼乐园》，《童趣大冒险》等多档节目，并多次在季播节目《疯狂的麦咭》中有出色表现；
2015年，他参与录制湖南卫视《全员加速中》，在其中饰演小师弟一角，并与黄晓明，tfboys等艺人有精彩互动；
2016年，他参与录制湖南卫视《汉语桥》，任芒果名嘴，同年，与谢楠搭档主持《OMG蜜糖辣妈》，并以嘉宾身份与何炅搭档主持湖南卫视《我是大美人》，
2017年，他以侧田音乐合伙人的身份参与录制湖南卫视《歌手》节目。。
2020年2月，任金鹰卡通运动竞技节目《运动不一样》第四季，担任主持人。
2020年10月，主持芒果tv儿童歌唱节目《宝贝有戏•天籁童声》。
2021年，担任长沙IFS国金中心年度星推官。